# Rychnovek
Rychnovek (en allemand : Reichenhof) est une commune du district de Náchod, dans la région de Hradec Králové, en Tchéquie. Sa population s'élevait à 641 habitants en 2022.

## Géographie
Rychnovek se trouve à 4 km à l'est de Jaroměř, à 16 km à l'ouest-sud-ouest de Náchod, à 20 km au nord-est de Hradec Králové et à 114 km à l'est-nord-est de Prague.
La commune est limitée par Dolany au nord, par Říkov au nord-est, par Velká Jesenice à l'est, par Šestajovice au sud, et par Jaroměř au sud et à l'ouest.

## Histoire
La première mention écrite de la localité date de 1497.

## Administration
La commune se compose de trois sections :
- Rychnovek
- Doubravice u České Skalice
- Zvole

## Galerie

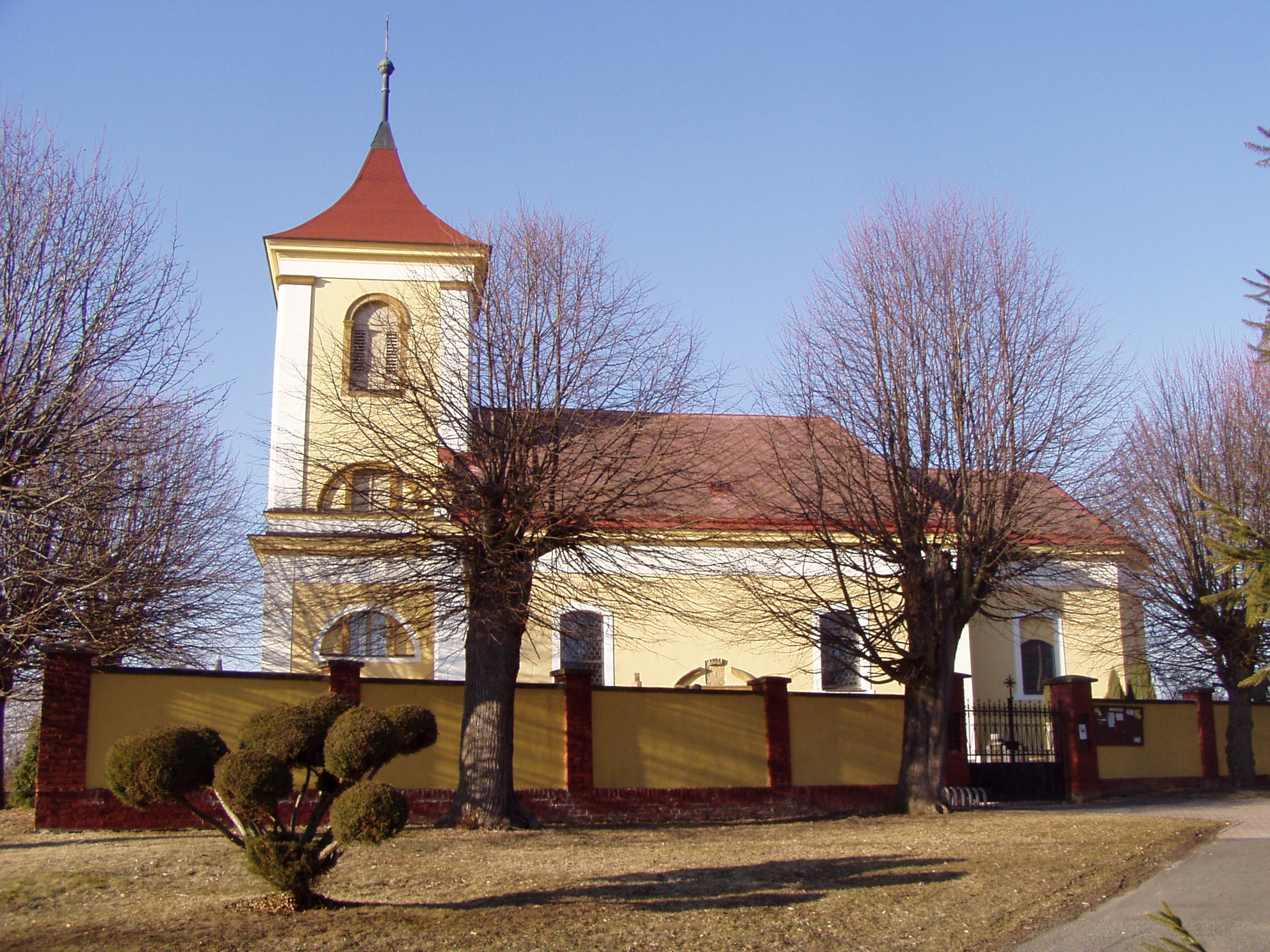
Église Saint-Just à Zvole.
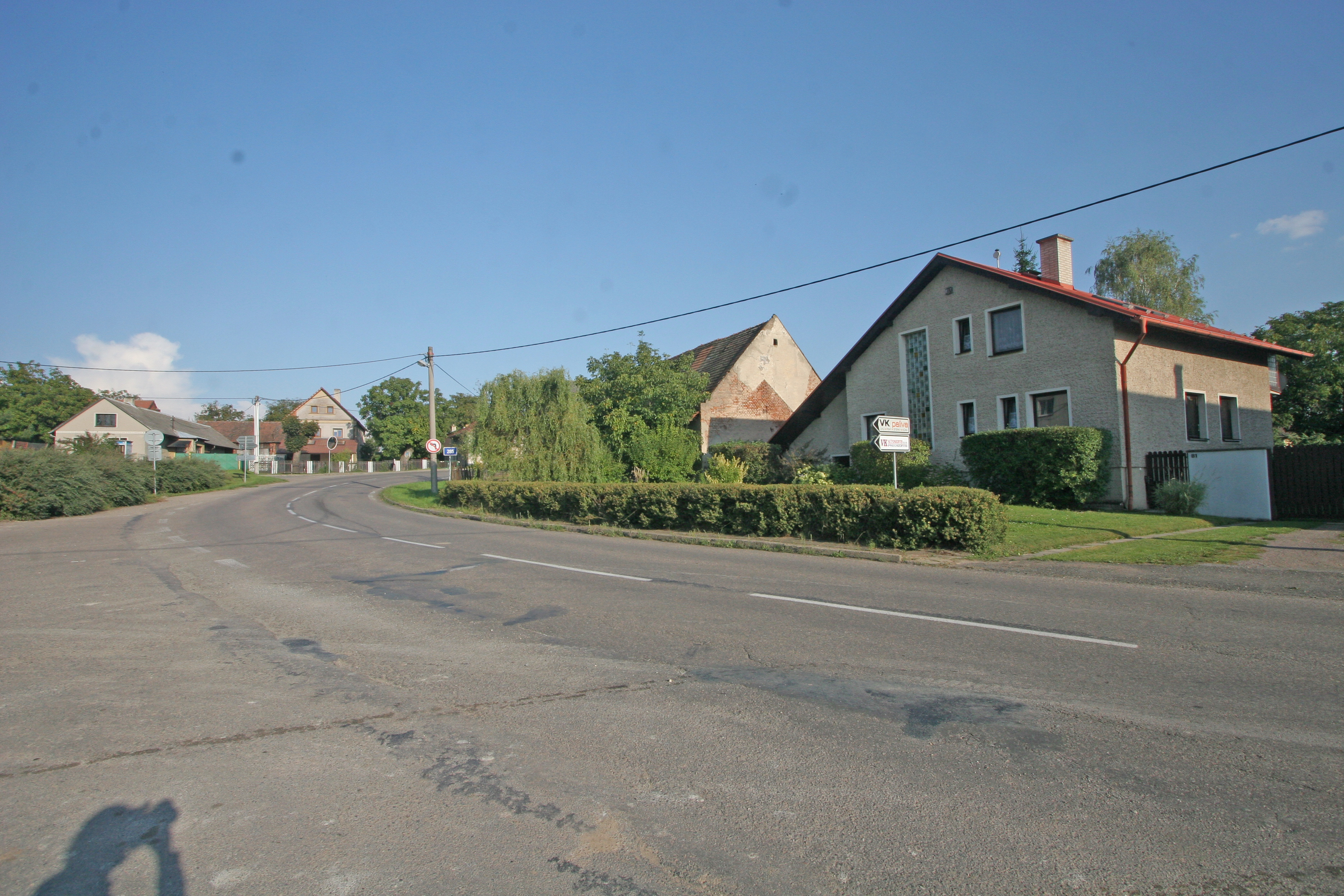
Rue de Rychnovek.
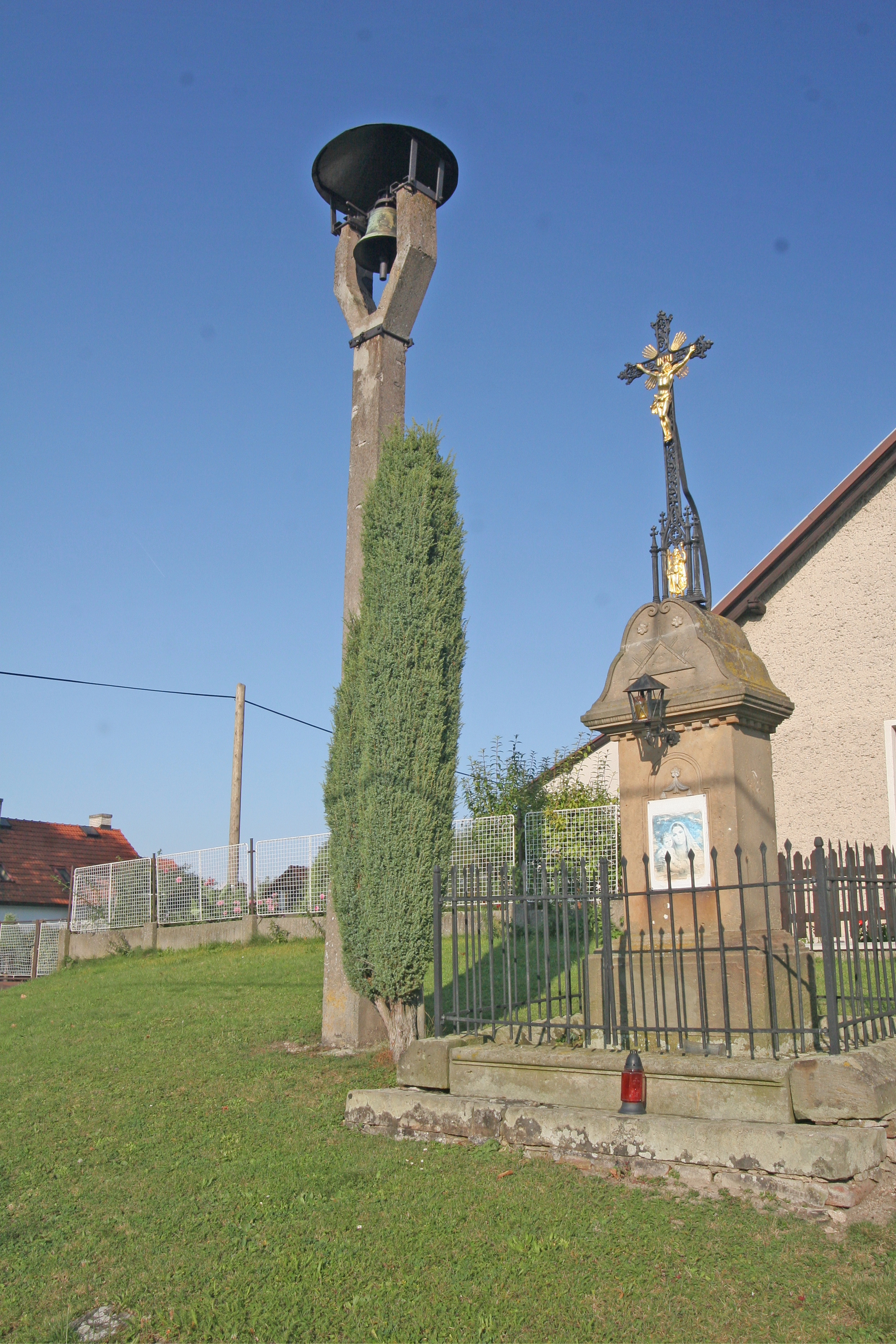
Croix et clocher

## Transports
Par la route, Rychnovek se trouve à 6 km de Jaroměř, à 19 km de Náchod, à 23 km de Hradec Králové et à 141 km de Prague. 